# For America
"For America" is een nummer van de Britse band Red Box.
Het is afkomstig van het debuutalbum van de groep, The Circle & The Square uit 1986. Het nummer werd in november 1986 op single uitgebracht.

## Achtergrond
Het is de grootste hit van de band, en in een aantal landen was het ook de enige hit van de band. In thuisland het Verenigd Koninkrijk behaalde de plaat de 10e positie in de UK Singles Chart, evenals in Noorwegen. In Zweden werd de 12e positie bereikt en in Ierland de 6e.
In Nederland was de plaat op vrijdag 19 december 1986 Veronica Alarmschijf op Radio 3 en werd mede hierdoor een hit in de destijds twee landelijke hitlijsten op de nationale publieke popzender. De plaat bereikte de 4e positie in de Nederlandse Top 40. In de Nationale Hitparade werd de 6e positie bereikt. In de Europese hitlijst op Radio 3, de TROS Europarade, werd de 25e positie behaald.
In België bereikte de plaat de 2e positie in de voorloper van de Vlaamse Ultratop 50.. In de Vlaamse Radio 2 Top 30 werd de 3e positie bereikt. In Wallonië werd géén notering behaald.
In Red Box thuisland het Verenigd Koninkrijk behaalde de plaat zoals vermeld de 10e positie in de UK Singles Chart.
In de sinds december 1999 jaarlijks uitgezonden NPO Radio 2 Top 2000 van de Nederlandse publieke radiozender NPO Radio 2, stond de plaat uitsluitend in 2000 en 2002 in de lijst genoteerd, met als hoogste notering een 1769e positie in 2000.

## NPO Radio 2 Top 2000
| Nummer met noteringen in de NPO Radio 2 Top 2000 | '00  | '01 | '02  |
| ------------------------------------------------ | ---- | --- | ---- |
| For America                                      | 1769 | -   | 1817 |

1. ↑  Een '-' betekent dat het nummer niet was genoteerd en een vetgedrukt getal geeft de hoogste notering aan.
2. ↑  2000 was het eerste jaar met een notering voor dit nummer.
3. ↑  Deze tabel is bijgewerkt tot en met de laatste editie (2024).